# CORONAS-I
CORONAS-I (también conocido como KORONAS-I) fue el nombre de un observatorio espacial solar ruso construido con el bus AUOS y lanzado el 2 de marzo de 1994 desde el cosmódromo de Plesetsk mediante un cohete Tsiklon. El satélite contó con colaboración ucraniana y reentró en la atmósfera el 4 de marzo de 2001.

## Objetivos
La misión de CORONAS-I fue la de realizar observaciones del Sol y realizar estudios de la ionosfera y magnetosfera terrestres.